# لامونت أ. ستيفنز
لامونت أ. ستيفنز هو سياسي أمريكي، ولد في 12 يونيو 1849 في هافر هيل في الولايات المتحدة، وتوفي في 9 فبراير 1920 في Wells, Maine ‏ في الولايات المتحدة. نشط حزبياً في الحزب الديمقراطي. وقد انتخب Maine State Auditor ‏.